# Pottenbakkersgang

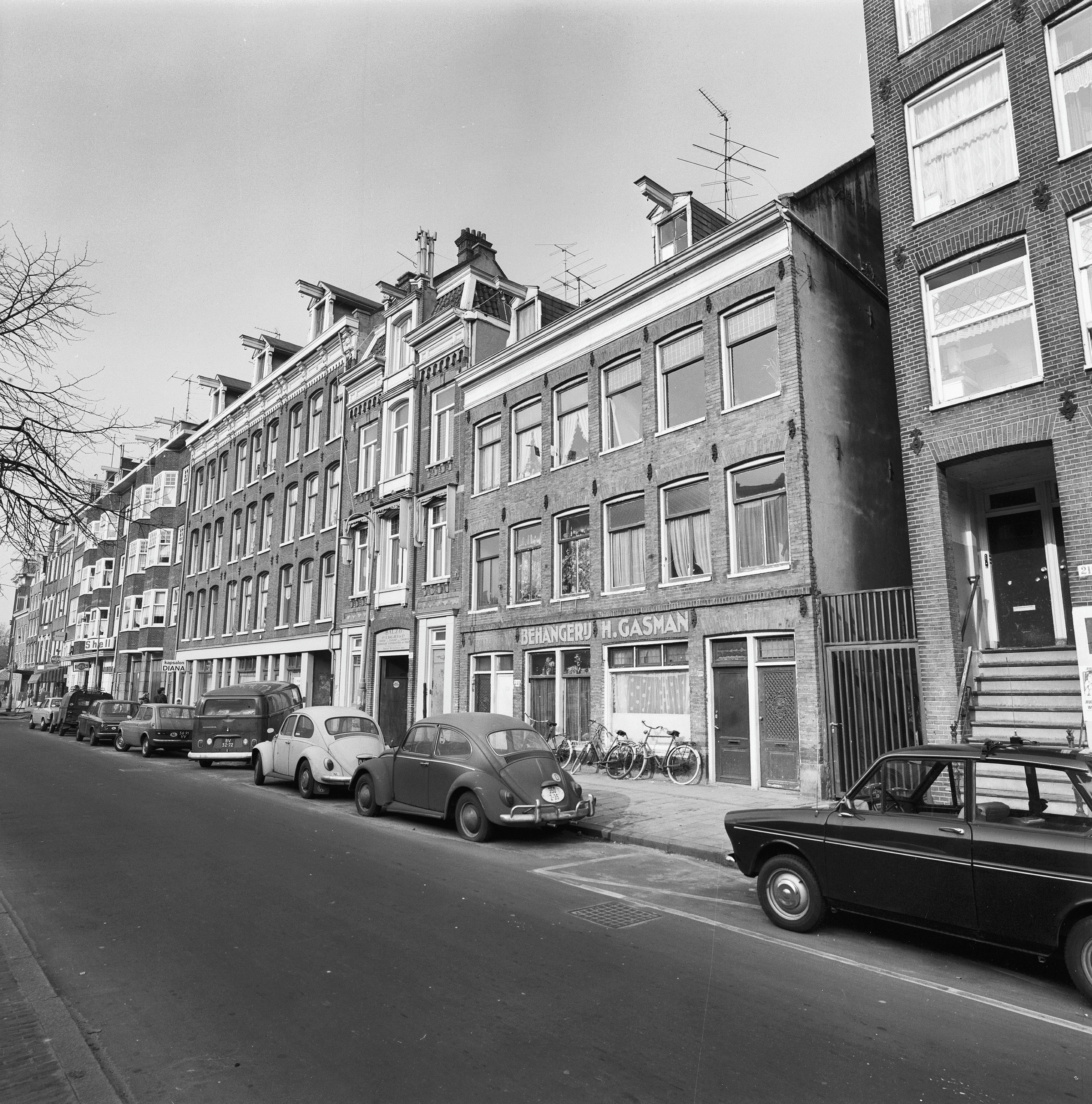
Door een hek afgesloten Pottenbakkersgang aan de Westerstraat in 1974.

De Pottenbakkersgang was een gang aan de Westerstraat in de Amsterdamse wijk Jordaan. Samen met de aangrenzende bebouwing werd de Pottenbakkersgang afgebroken en in 2012 herbouwd in het Nederlands Openluchtmuseum te Arnhem.

## Gangen
De zeven panden aan de Westerstraat die deel uitmaakten van het geheel rond de Pottenbakkersgang hadden de huisnummers 218, 220-224, 226-228 en 230. Tot 2002 werden de woningen met de huisnummers 226, 228 en 230 bewoond. De achterliggende negen krotwoningen in de drie 'inpandige huizen' met de nummers 220, 222, 224, waren al in 1930 onbewoonbaar verklaard en werden daarna als opslagplaats gebruikt. Het Gemeentelijk Grondbedrijf liet de krotten, nadat het eigenaar was geworden, verder vervallen. Omwonenden en vijf erfgoedorganisaties vroegen ten slotte met succes de rijksmonumentstatus aan voor het gehele ensemble.
De van oorsprong zeventiende-eeuwse clusters van woningen aan gangen die oorspronkelijk bestemd waren voor ambachtslieden zijn kenmerkend voor de Jordaan. Iets van de historische structuur van de wijze van verkaveling is zichtbaar gemaakt met Het Gangenproject in de Willemsstraat tussen de nummers 22 en 110.
Stelsels van gangen, binnenplaatsjes en in kleine woningen verdeelde panden werden in Amsterdam vaak forten genoemd.

## Monumentale waarde
In 2002 werd in een waardestellingsrapport opgesomd welke authentieke elementen in de negen voormalige ambachtswoningen aan de Pottenbakkersgang nog aanwezig waren. Het bleek voldoende om een reconstructie te kunnen maken, ook van het interieur. De woningen hadden allen eenzelfde indeling en waren volgens het rapport niet in eerste instantie een herinnering aan de verpaupering in de grote steden, maar aan de typische woningen voor ambachtslieden uit de 17e tot en met de 19e eeuw. Vastgesteld werd dat door langdurige inwatering overal ernstige aantasting aanwezig was.
Het fort aan de Westerstaat, waar de drie panden met de negen ambachtswoningen aan de Pottenbakkersgang deel van uitmaken, kan gezien worden als representatief voor het wonen in de Jordaan. De wijk was in het kader van de Derde Uitleg van Amsterdam in 1614 bestemd als vestigingsgebied voor handwerkslieden. Hun woningen werden vaak aan gangen gebouwd. Archeologisch onderzoek ter plaatse bevestigde de authenticiteit van de Pottenbakkersgang dien aangaande.
De gemeente Amsterdam financierde in totaal vijf onderzoeken naar de Pottenbakkersgang. De opdracht daarvoor werd verstrekt nadat het besluit was genomen de panden af te breken. Op 26 september 2002 werd de overdracht van de Pottenbakkersgang aan het Nederlands Openluchtmuseum vastgelegd, ondanks verzet van omwonenden en erfgoedorganisaties. De gehele procedure verdiende volgens de Amsterdamse Raad voor de Monumentenzorg 'geen schoonheidsprijs'. Omwonenden en erfgoedorganisaties spraken over wanbeleid.

## Openluchtmuseum

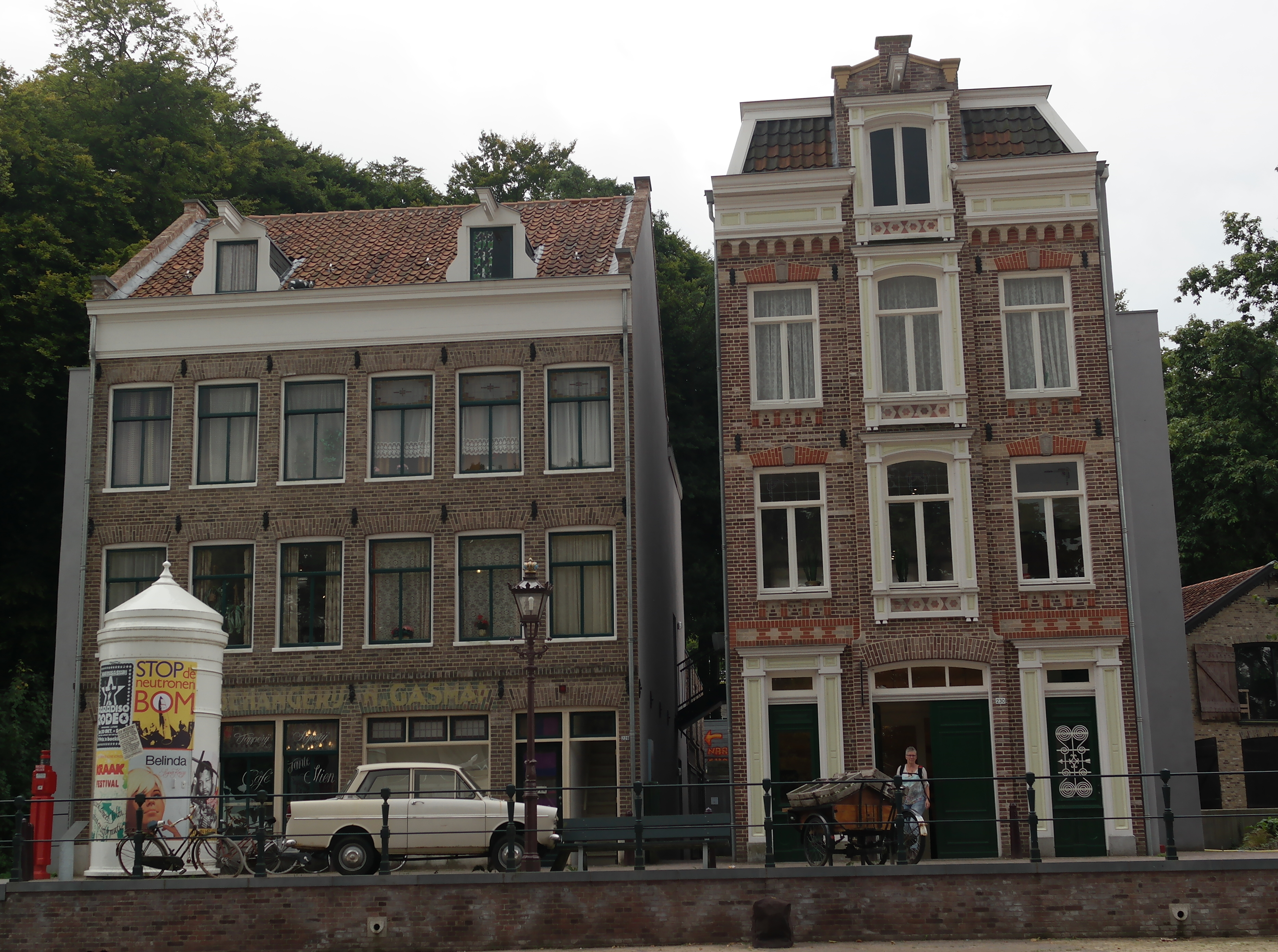
Pottenbakkersgang met aan weerszijden woningen in het openluchtmuseum.

De gemeente Amsterdam schonk de Pottenbakkersgang aan het Nederlands Openluchtmuseum in Arnhem. Het project werd gefinancierd door de Bankgiroloterij.
De draagconstructie van de panden is van beton gemaakt. De gevels zijn opgebouwd met de oorspronkelijke bakstenen. Men heeft in Arnhem voor een andere samenhang van de vijf panden gekozen. De twee huizen die aan de Westerstraat stonden, zijn in een andere dan de oorspronkelijke volgorde herbouwd. Zo ontstond er tussen beide panden een gang, die in verband met de toegankelijkheid voor de bezoekers werd verbreed. Ze leidt naar drie daarachter gelegen ambachtswoningen. De Pottenbakkersgang is een van de eerste grootschalige stedelijke bouwwerken in het Openluchtmuseum, naast de vele van oudsher aanwezige agrarische en dorpse objecten. De toenmalige koningin Beatrix opende de Pottenbakkersgang op 3 april 2012.
In het museumcomplex van de Pottenbakkersgang zijn een Jordanees café, een postkantoor en een pension voor Turkse gastarbeiders gereconstrueerd. De drie achterliggende panden met negen woningen tonen historische informatie over de gang. Het café kreeg de naam 'tante Stien' en is geïnspireerd op café Koevoet in de Jordanese Lindestraat. Voor de panden is een kademuur aangelegd met daarop een Amsterdamse transformatorzuil met historische aanplakbiljetten van de kraakbeweging en het Amsterdamse uitgaansleven.